# Хонни (футболист)
Хонатан Кастро Отто (исп. Jonatan Castro Otto; род. 3 марта 1994[…], Виго, Галисия), более известный как Хонни (исп. Jonny) — испанский футболист, крайний защитник греческого клуба ПАОК. Чемпион Европы в возрастной категории до 19 лет.

## Клубная карьера
Хонни — воспитанник системы «Сельты». За вторую команду клуба он дебютировал в сезоне 2011/12, проведя двадцать три встречи и став ключевым защитником. За главную команду дебютировал 1 сентября 2012 года в матче с «Осасуной» (2:0). Он провёл на поле 69 минут и был заменён. Сейчас защитник регулярно появляется в основном составе «Сельты Б» и на скамейке запасных главной команды.

## Карьера в сборной
Хонни играл в юношеских сборных Испании до 18 и до 19 лет. В составе сборной Испании (до 19 лет) он стал чемпионом Европы в возрастной категории до 19 лет 2012 года.

## Достижения
- Победитель чемпионата Европы (до 19 лет) (1): 2012